# 慰安婦の強制連行
慰安婦の強制連行（いあんふのきょうせいれんこう）は、日本軍の慰安婦の動員方法として、史実か否かで見解が分かれる「慰安婦問題」として論争されているテーマの一つである。

## 概説
1990年代、戦時中に朝鮮半島で行われた労務動員（朝鮮人強制連行）の対象者に慰安婦が含まれていたのではないかという疑惑が国会で提起されたのを皮切りに、慰安婦の強制連行の真偽を巡り議論になっている:3。
日本政府は、慰安婦は国家総動員法業務の対象外だったとして、この噂を否定し、「慰安婦の強制連行」を裏づける公文書は見つからないとしている。
韓国の中にも、朝鮮総督府が女性を徴発したといった主張については慎重であるべきだと警告する者もいるが、日本政府が資料を破棄したり非公開にしている（吉見義明）、日本軍が隠ぺい工作を行った（林博史） として、日本政府の発表に否定的な研究者もいる。
これに対し、男性の動員者の名簿は残っており（公的に動員された）慰安婦に関する資料だけが存在しない点や、そもそも戦後日本軍や政府関係者に慰安婦の存在を隠ぺいする雰囲気がなかったことから、調査に当たった政府関係者は、隠ぺい説を「あり得ない」としている
不本意な形で就業していたケースも「強制連行」に含まれるとする主張もあるが:3、こうした主張には批判もあり、広く受け入れられるには至ってはいない（#広義の強制連行）。
日本軍慰安婦の募集/動員の仕組みについては「日本の慰安婦」を、慰安婦問題に関する全般的な論争については「日本の慰安婦問題」を参照。

## 強制連行
歴史事典などによれば、「強制連行」とは、日本政府による日中戦争・第二次世界大戦期の中国人や朝鮮人の労務動員（徴用）を意味する言葉であり、多くの場合、この内の朝鮮人の労務動員（朝鮮人強制連行）を指すとされる:61。

## 本岡昭次の国会質問
「慰安婦の強制連行」は、1990年6月6日、社会党の本岡昭次の国会での質問をきっかけに政治問題化した。後に本岡が「朝鮮人強制連行問題と関連してその一形態でもある『従軍慰安婦』問題に触れて質問したが・・・これが、『慰安婦』問題を国際問題化させる発端となった」と振り返ったように:3、来日した韓国の盧泰愚大統領の要請で日本政府が戦時中の朝鮮人労務動員者（朝鮮人強制連行）の調査を行っている最中の質問だった。
本岡は「（朝鮮人）強制連行」の根拠となった法令について質問し、回答を受けた後で、強制連行された者の中に従軍慰安婦という形で連行された者がいたはずだと指摘した。それに対して、政府は以下のように答えて「慰安婦の強制連行」を否定した。

## 海部総理への公開書簡
後に挺対協を結成する尹貞玉らは、この日本政府の答弁に反発し、海部俊樹総理宛ての公開書簡を発表した（1990年10月）。書簡は、吉田清治の証言などを根拠に、日本政府の答弁は事実に反するとし、日本国が朝鮮人女性らを従軍慰安婦として強制動員した事実を認めること（第1項）など、6項目を日本政府に要求した。

## 女子挺身隊と慰安婦の混同
慰安婦の強制連行説の背景として、戦時中、国家総動員法に基づき女学生らが工場労働などに動員された女子挺身隊との混同が指摘されている。
朝鮮半島では戦時中から女子挺身隊と慰安婦の混同が見られたが（詳細は、「女子挺身隊」の頁参照）、1973年に千田夏光が著書『従軍慰安婦』の中で挺身隊の名で慰安婦が集められたと書いたことで、改めて誤解が広まったとされる。千田が使った、戦時中には無い「従軍慰安婦」という言葉が、軍属や従軍看護婦を連想させ、誤解の一因になったとも指摘されている。
1976年に出版された『天皇の軍隊と朝鮮人慰安婦』では、在日朝鮮人の作家、金一勉が、日本軍の慰安婦について「女たちはその戦争中、お国のためと称して特志看護婦とか軍要員とか女子工員とかの名目で強制的に集められた十七歳から二十歳までの処女ばかりであった」とし、このような「日本帝國」による「国家的大詐欺行為」によって集められた「処女」は推定20万人であったと書いた。
80年代に入ると、吉田清治が女子挺身隊として慰安婦を徴用したことを〝告白〟し始め、「吉田証言」は新聞等を通じて広まった。そして1991年、〝女子挺身隊の名で連行された〟金学順が登場し、大きなニュースになった。
韓国では慰安婦と女子挺身隊が混同され、この誤解から1990年に「韓国挺身隊問題対策協議会」という名で慰安婦支援団体が設立されている。

## 吉田証言
慰安婦の強制連行業務に携わった関係者による貴重な証言として、「吉田（清治）証言」が知られている。吉田清治は、軍の命令を受け、済州島（現韓国）で慰安婦の強制連行を指揮したことを著書で告白した。
吉田によれば、慰安婦の強制連行は陸軍省の極秘通牒によって行われ、実際に吉田が受けた命令も、西部軍司令官から山口県知事を通じて下関警察署長に下り、吉田が「徴用隊」の責任者として朝鮮に赴いた。命令書には「皇軍慰問・朝鮮人挺身隊200人」と書かれており、吉田は「皇軍慰問の女子挺身隊」とは「従軍慰安婦」のことだったと説明していた:100-103。
しかし、その後、吉田証言は複数の専門家から疑問視され。熱心に吉田証言を取り上げていた朝日新聞が、2014年に過去の関連記事を撤回するなど、現在では証言としての価値を疑われている。
90年代に社会党が国会で慰安婦問題を追及し始めた時点では、吉田証言は事実と見なされて議論が進行していた
。韓国で慰安婦問題を公論化した尹貞玉も、吉田証言を根拠の一つとして「慰安婦の強制連行（動員）」を主張していた（海部総理への公開書簡）。
1991年に、元慰安婦を含めた韓国人35人が日本政府を訴えたアジア太平洋戦争韓国人犠牲者補償請求訴訟の訴状でも、朝鮮人女性が「女子挺身隊」や「女子愛国奉仕隊」の名で組織的に慰安婦として狩り集められたと書かれている:88。吉田清治は、この訴訟でも証言台に立った:213-276。

## 尹貞玉と挺身隊問題対策協議会
1990年1月、梨花女子大学の尹貞玉が、ハンギョレ新聞に『挺身隊取材記』の連載を開始し、韓国における慰安婦問題の火つけ役となった。
尹によれば、太平洋戦争中、日帝（日本政府）が未婚の朝鮮人女性を手当たりしだいに挺身隊に狩り出すというむごたらしい出来事が起こり、尹自身も学校で国家総動員法に応じるという書面に捺印させられたという。幸い彼女は難を逃れたが、同時期、同じ年ごろの朝鮮の女性たちが日帝によって連行されていた。尹は、挺身隊に応募した女性のうち、少し年長の者が慰安婦に回されたと語っていた:200。
尹らの訴えは、日本の国会でも取り上げられ、慰安婦は徴用の対象外だったとして「強制連行」を否定する日本政府に対し、尹らは反発し（#海部総理への公開書簡）、1990年の11月、挺身隊問題対策協議会（現正義連）を結成して、日本政府の法的責任の追及と賠償を求めて抗議活動を開始した。なお、挺対協の英語名は、 The Korean Council for the Women Drafted for Military Sexual Slavery by Japan（日本国により性奴隷制の為に徴用された女性たちの為の韓国協議会）である。

## 金学順の登場
1991年に金学順が元慰安婦として名乗り出ると、韓国のマスコミの報道よりも日本のマスコミの報道が先行し、朝日新聞や北海道新聞によって、「『女子挺身隊』の名で戦場に連行され・・・売春行為を強いられた『朝鮮人従軍慰安婦』（朝日）」　「女子挺身隊の美名のもとに従軍慰安婦として戦地で日本軍将兵たちに陵辱された（道新）」 と報じられた。
しかしながら、金本人は挺身隊として動員されたとは語っておらず、両紙の記事は事実を伝えていなかった。

## 吉見義明の発見と朝日新聞報道
金学順の登場の翌年（1992年1月11日）、再び朝日新聞が「政府見解揺らぐ」 などとして、宮澤喜一首相の訪韓直前に吉見義明による資料の発見を一面で報じると、韓国では反日デモが沸き起こり、訪韓した宮沢首相が謝罪に追われた。
西岡力によれば、混乱に陥った日本政府は、首相の謝罪は「強制連行」についての謝罪だったのかという西岡の問いに、外務省の担当者が明確に答えられない状況だったという:63。
あたかも「慰安婦の強制連行」を裏づける資料が発見されたかのような騒ぎになったが:37、記事にはその様なことは書かれておらず、朝日が報じたのは30年前から公開されていた文書で、吉見が文書を発見したとされる防衛研究所図書館の専門官が、存在は承知していたが朝鮮人慰安婦に関わる資料ではなかったので報告しなかったとコメントしたように、朝鮮人慰安婦とも「強制連行」とも無関係な資料だった。
朝日新聞はこれを、「慰安所　軍関与示す資料」というタイトルで報じたが、日本軍に慰安所があった事実（関与）は、アマチュアを含め海外の軍事史家にも知られており、ワルシャワ大のアンジェイ・コズロフスキーは、吉見の〝発見〟は、そういった人々の目に奇妙（strange）に映ったと述べている。
第三者委員会の報告書は、この頃から朝日新聞が徴募段階における「軍の関与」を「強要・強制」の意味をもつものとして報じていったと指摘している:57。

## 韓国紙による「12歳の挺身隊（慰安婦）」報道
朝日新聞の報道の数日後、今度は韓国紙によって、小学生が（日本政府に）挺身隊として動員され慰安婦にされたという報道が繰り返され、韓国政府が全国の小学校に学籍簿の調査を指示する騒ぎになった。
ことの真相は、戦時中国民学校の先生をしていた日本人女性が、挺身隊として内地の工場に行った教え子の安否を心配しているという話だったが、取材した記者が挺身隊と慰安婦の違いを曖昧にしたまま記事を書いた為に、他の新聞も後追いして「12歳の慰安婦」報道となった。東亜日報は「日帝の蛮行」を社説で非難し、誤報と判明した後も、こうした報道は訂正されなかった。
1997年採用の韓国の国定教科書には、韓国の女性が挺身隊として連行され慰安婦にされたと書かれることになったが、秦郁彦は、この時の東亜日報の報道が固定観念を作り出したのが原因としている。こうしたイメージは、韓国の教育現場やテレビドラマなどで繰り返され、韓国社会に定着していった。
最初の記事を書いた記者は、挺身隊と慰安婦が別物と知りながら、意図的に混同されるような記事を書いたと西岡力に語っている。

## 河野談話
慰安婦問題が外交問題に発展すると、日本政府は事態の鎮静化の為に慰安婦に関する調査を韓国政府に約束せざるを得なくなり、1993年8月4日、河野洋平官房長官がその結果を発表した。「慰安婦関係調査結果発表に関する河野内閣官房長官談話」は、俗に「河野談話」と呼ばれる。
河野談話発表の前年に加藤紘一官房長官が一次調査の結果を発表していたが、韓国政府から〝当時の関係者〟の証言等で明らかな強制連行の核心部分がないとコメントされるなど:2、内外の疑念を払拭するには至らなかった。その為、政府は米国国立公文書館まで調査範囲を広げたが、目指す資料を発見することは出来なかった:10。「慰安婦の強制連行」を裏づける資料を発見出来ないまま、韓国政府と意見調整の結果、慰安婦の募集（動員）状況に関する説明は、以下のような文章になった。
河野談話をまとめるに当たって、韓国側は事前に「一部に強制性があった」というような限定的表現なら大騒ぎになると日本政府に警告しており:6、談話の作成に関わった石原信雄によれば、日本側は「強制性を認めれば、問題は収まる」と考え、外交的判断を優先させたという。発表前に意見を求められた秦郁彦は、この内容では「官憲が強制連行したかのような印象を与える」と切言したが、談話はそのまま発表された。
2015年に中央日報が、慰安婦の強制連行を認定した河野談話は譲れないマジノ線と書くなど、河野談話はその後、日本政府が「慰安婦の強制連行」あるいは「強制動員」を公式に認めたものとして韓国のマスコミに長く認識されることになった。
誤解は一部の日本の新聞でも見られ、産経新聞は、1998年4月28日の社説において、「河野談話は… 二百点以上の公的資料を中心に作成された… しかし、その資料のどこにも軍や警察による『強制連行』を裏付ける証拠はなかった」「『強制連行』のくだりは…元慰安婦からの聞き取り調査だけを根拠にし、その裏付け調査も行われなかった」と、河野談話に対する否定的な見解を示していた。

## 広義の強制連行
政府が本岡議員に対し「慰安婦の強制連行」を否定した後も野党議員による追及は続き、マスコミの一部が政府を批判し国会外でも論争が始まると、「強制連行」の語と共に「強制」や「強制性」といった言葉が論争の中で用いられるようになった。「広義の強制連行」という概念が登場し、「慰安婦の強制性」 といった表現も現れた。こうした傾向を、議論のすりかえと批判する向きもある:27。
本岡と国会で慰安婦問題を追及していた社会党の清水澄子は、当初は慰安婦について「女子挺身隊として強制連行された朝鮮の女性たちの問題」「国家総動員法に基づいて挺身隊（慰安婦）というのは徴用を受けた」 などと述べていたが、93年になると、政府が「（慰安婦に対する）強制」を否定しているとした上で、「強制」という言葉の定義を政府に問い質した。
この質問で清水は、「強制」という言葉は、本人の自由な意思に反してある種の行為をさせるという場合を含むという回答を政府から引き出した。後に清水は、「だましたり脅したりして本人の意思に反して慰安婦にした場合も、強制だとはっきり答弁」したこの時の政府答弁に矛盾するとして、吉田証言や河野談話に否定的な安倍晋三首相（第1次安倍内閣）を批判した。
本岡も、96年になると「強制連行」に代り「戦時性的強制」という言葉を用い始める（後述）。

### 吉見義明の「広義の強制連行」論
上杉聰によれば、「広義の強制連行」という考えは、1992年に出版された『従軍慰安婦資料集』（大月書店）の中で吉見義明によって表明されたもので、慰安所での「強制」の実体や「だまし」、前借金で縛る方法や心理的圧迫を加えることも「強制連行」であると、吉見が国際法などをもとに明らかにしたのだと上杉は解説している:34。
吉見義明は、「強制とは『本人たちの意思』に反する行為をさせること」であり「本人の意思に反して連行していくことは『強制連行』」であると定義している:3。このように拡大された定義を「広義の強制連行」と呼ぶ:35。吉見によれば、自発的に慰安婦になる女性が存在するはずはなく、「たとえ本人が、自由意思でその道を選んだようにみえるときでも、実は植民地支配、貧困、失業など何らかの強制の結果」なのだという:103。
吉見らは、インドネシアやベトナムといった戦地で兵士によって女性が拉致されたケースも強制連行に含め、日本外国特派員協会などで発表。「慰安婦の強制連行」を認めることに慎重な日本政府に対するニューヨーク・タイムズなどの厳しい論調を引き出した。
貧困や就職詐欺、戦地での軍規違反のケースまで含める吉見の「広義の強制連行」論には批判も出ている。秦郁彦は「この論理を適用すると、当今の霊感商法やねずみ講のたぐいまで、国は被害者への補償責任を負うことになってしまう」と述べている。池田信夫は、吉見の主張に基づけば、朝鮮が植民地だったという事実から「朝鮮人慰安婦はすべて強制」だったという結論が自動的に導き出されてしまうと批判した。
李栄薫は、韓国の尹明淑や康誠賢らによる、「強制とは本人の意思に反すること」「実態としての『強制動員』」などとする「拡大解釈」は、吉見の言説を無批判に取り入れたものだとしている:34-38。

#### 「奴隷狩りのような連行」
吉見義明は、1997年1月31日のテレビ討論番組「朝まで生テレビ!」の中で、朝鮮では慰安婦の強制連行は確認されていないのではないかと西岡力に問われ、これに同意したとされる。番組に出演していた小林よしのりによれば、西岡と吉見のやり取りは、「朝鮮では常識になってるんだけど、強制連行は確認できてないんですね？（西岡）」「今のところ植民地（朝鮮・台湾）では確認できていないということですね。占領地ではありました（吉見）」というものだったという:170:7。
しかし吉見は、当日の自身の発言について、「強制連行」ではなく「奴隷狩りのような暴力的連行」（を否定した）と〝要約〟されるべきだとして、強制連行が証明されていないことを認めたとされる件について否定した:7。
同年6月に出版された本の中でも、慰安婦の強制連行について、以下のように説明している:24。
しかし吉見は、前後のページで「強制連行がなかったという人たちは、それを『官憲による奴隷狩りのような連行』というように、意図的に狭く限定している」「強制連行とは本人の意思に反してつれていくことである」（p22）「朝鮮では強制連行がなかったと（は）いえない」（p27）などとも述べている。
吉見は、「強制連行」を「軍による略取」と理解すると、中国やインドネシアで目撃証言があるとも述べている:71。
2012年、吉見は民間人による就職詐欺のケースも「強制連行」に含め、より直截的に朝鮮半島での慰安婦の強制連行説を唱え、これを否定する橋下徹大阪市長を批判した。
韓国の鄭鎭星も吉見の主張を取り入れ、「強制連行」の定義を「詐欺または、暴行、脅迫、権力乱用、その他一切の強制手段」による動員とした。同じく韓国の尹明淑も、2015年のインタビューで、日本政府と日本軍が「奴隷狩りのような慰安婦強制連行」に直接介入したかどうかに焦点を合わせるのは、日本右翼のフレームに陥るようなものだとし、本人の意志に反して連れて行かれたことを強制と定義している。

#### 「軍による略取」
2025年に出版した著書では、吉見は「（軍による）略取」があったとしている。吉見によれば、「略取」とは「暴行・脅迫による連行」のこととであり:106、朝鮮ではあまり行われず、お金で精神を縛る「経済的強制」や誘拐といった手段が使われたようだとしている。これは、長距離を連行する途上で抵抗されたり逃亡・自殺される恐れが大きく、その方が軍にとっても好都合だったからで、東南アジアや中国といった戦地では、実際に軍による略取が行われたと吉見は説明している:125-138。

### 日本政府による定義の拡大
日本政府が自ら（強制の）定義を拡大したという指摘もある。
日本政府による最初の調査は、「朝鮮半島出身者のいわゆる従軍慰安婦問題に関する加藤内閣官房長官発表」として発表された:143。
この時点では、あくまでも「朝鮮人強制連行」に関する調査だったが、韓国側が満足せず、再調査が行われた際に、韓国（朝鮮半島）とは無関係な事例が追加された。
河野談話の中でしばしば問題になる「（意思に反して集められた事例が数多くあり、更に）官憲等が直接これに加担したこともあった」という部分は、外政審議室によれば、朝鮮半島ではなくインドネシアで起きた事件を念頭に置いたものだった:147。
この事件は「スマラン事件」として知られているが、外政審議官が軍の組織的行動でないことを表すために「軍」ではなく「官憲等」という書き方をしたと説明したように:150、日本政府や軍の指示ではなく、一部の軍人による規律違反のケースだったとされている。
木村幹は、河野談話は、以前から明らかになっていた中国や東南アジアの事例に韓国での調査結果を上乗せすることで、巧みに「強制性」を認定する形になっていると指摘している:192。木村は、補償を求めないという金泳三大統領の発言を受け、問題の解決を急いだ日本政府が、「強制連行性」の立証が不可能と判断して「ストライクゾーン」を広げたと述べている:188。
西岡力も、韓国側の期待に応えようと、宮沢首相の謝罪ありきで始まった日本外交の下で外務省の役人が「広義の強制」を「発明」したと、当時の政府の対応を批判している:111-112。
河野談話発表後、韓国の外務省は、日本政府が「全体的な強制性」を認定したとし、これを評価する論評を発表した:13。

### スマラン事件
スマラン事件は、日本軍人がインドネシアの収容所からオランダ人女性を連出し慰安婦にした不祥事。現地の第16軍が慰安所を一時閉鎖させる騒ぎに発展した。戦後オランダの軍事法廷によって関係者が処罰されている。
朝鮮人慰安婦に関する調査が行われているさ中に（加藤官房長官発表の2週間後）「強制の資料が見つかる」としてスマラン事件を報じたのは朝日新聞だった。
林博史は、スマラン事件以下インドネシアの8事例や中国慰安婦訴訟の2004年12月の東京高裁判決（最高裁判決は上告棄却）から「強制連行は事実である」とのべている。

## 民主党政権
2009年に自由民主党が選挙に敗れ、政権交代により、それまで野党としてこの問題を追及していた議員らが入閣するが、強制連行を裏付ける資料は発見されなかった。玄葉光一郎外相（民主党）は、強制連行について、「証拠は出ていないけれども、否定はできない」と回答した。証拠はないが否定できないという回答について追及されると、玄葉は、「政府の基本的な立場は、河野官房長官談話のとおり」と答えた。野田佳彦首相（民主党）は、「日本政府の軍によって拉致された二十万人以上、こういう数値とか経緯とか含めて根拠がないのではないか」と述べた。
吉見義明は、2010年に出版した著書の中で、犯罪行為を公文書に書くはずがないので「日本政府・軍の公文書が発見されていないからといって、強制がなかったというのは説得力がない」と述べた。

## 林博史による資料の発見
日本政府の調査は河野談話の発表で一応の結論に達したが、その後も林博史など一部の研究者によって「慰安婦の強制連行」を裏づける資料が発見されたとするニュースが、報じられている。
林博史による発見は、2007年、2013年、2014年 に一部の新聞が報じたが、こうした新発見の報に懐疑的な学者もいる。
秦郁彦は、林が発見したと主張しているのは、戦後の裁判で軍人が強姦などの罪に問われた『南京12号事件』の起訴状や『ポンチャナック13号事件』の判決文などであり（法的にも決着）、新発見でもなければ、これらを慰安婦の強制連行の証拠と主張するのは無理があるとしている:28。
共産党の紙智子は、林らの発見を基に国会で質問した結果、「強制連行し・・・性奴隷にしたことが事細かに記され」た「公文書」について「政府は答弁書で『御指摘のような記述がされている』と認めました」と主張しているが:24、「慰安婦の強制連行」を示す資料は確認出来ないという政府の見解 は変わっていない。
週刊新潮によれば、林は、韓国日報のインタビューに（慰安婦の）強制連行を立証する文書は日本国内だけでも400件以上発見されていると語ったという:28。林は同紙に対し、発見された公文書が「軍が強制的に慰安婦を動員した事実を明確に示している」にもかかわらず、安倍政権がそれを認めないと日本政府を批判した。
なお、これらの報道によれば、林が証拠として上げたのは、いずれもインドネシアで起きた事件などで韓国とは無関係だった。

### 外国特派員協会での会見（2014年）
2014年、林博史と吉見義明は外国特派員協会で記者会見を行い、2014年に入っても「慰安婦強制」を示す資料が発見されていると訴えた。林は『バタビア臨時軍法会議25号事件』などを英語で紹介し、女性たちがsexual slaveryに「強制的に入れられた（forced into）」ことを示す文書が発掘されているにもかかわらず、こうした公文書を日本政府は認めていないと述べた。
林は、資料を政府が認めようとしないのは、「強制」を示す資料があったことを認めざるを得なくなるからではないかと述べ、法務省が関連の資料を2000冊以上保存しているとも訴えた。
この会見で林が示したのも、インドネシアや中国大陸での事例であった。

## 強制（性）
「（広義の）強制」といった言葉について、強制連行説を主張していた側による議論のすり替えだとする批判もある:57。
しかし、上野千鶴子は逆に、自由主義史観派（新しい歴史教科書をつくる会）が「強制性」の有無を「連行」の範囲に限定する問題にすりかえたのだとしている。
朝日新聞出身の伊藤つよしは、97年に朝日新聞が「強制性」という言葉を編み出し、「強制連行の匂いを残しつつ、じわりと『女性の人権』問題にシフトした」と振り返っている。
一部の研究者は、慰安所では様々な「強制」があったとしているが、遊廓の女性や兵士・プロ野球選手
についても同じことが言えるという反論もある。
秦郁彦は、実質的に「強制」かどうかではなく物理的な強制連行の有無を問題にしないと「ある世代の全員が『強制連行』になりかねない」と述べている。
産経新聞など強制連行を否定する側が「強制性」について論じていた事実もある。

### 戦時性的強制
90年に国会で慰安婦の強制連行問題の口火を切った本岡昭次は、96年になると「戦時性的強制」という言葉を用い始める。本岡によれば、「戦時性的強制被害者問題」すなわち「従軍慰安婦問題」とは「旧陸海軍の直接又は間接の関与による女性に対する組織的かつ継続的な性的な行為の強制（の問題）」を意味する。
本岡は2000年に「戦時性的強制被害者問題の解決の促進に関する法律案」を発議し、その趣旨説明の中で、慰安婦について「日本の軍や官憲などの甘言、強圧等により”本人の意思に反して”集められ」たと説明した。
なお、この法案では日本人慰安婦は「戦時性的強制被害者」には含まれない。

### 朝日新聞の広義の強制性論
金学順のカミングアウトをスクープした1991年の時点では、（朝鮮人）慰安婦を「女子挺身隊の名で戦場に連行された」人々と説明していた朝日新聞だったが、1997年になると、紙面で「強制性」に関する定義づけを行い、日本軍が直接強制連行をしたか否かという狭い視点で問題をとらえようとする傾向は問題の本質を見誤るものであり、全体として「強制」と呼ぶべき実態があったと主張した
:20。
朝日新聞は、2014年に再度特集を組み「強制連行　自由を奪われた強制性あった」という記事を掲載した。朝日新聞によれば、同紙は93年以降「強制連行」という言葉の使用を避けていたという。
後に朝日新聞社から同社の慰安婦報道について調査を委嘱された第三者委員会は、朝日新聞が吉田証言の信憑性が揺らいだ92年以降論調を変え「広義の強制性」を主張し始めたのは、「議論のすりかえ」だと結論づけた:25-26。

### 安倍首相の「強制性」否定発言
安倍晋三が2006年に首相に就任すると、河野談話の見直しに反対する野党やメディアから過去の発言を追及された。
安倍は、河野談話を批判するのに90年代から「強制性」という言葉を用いていたが、首相就任後の会見で「強制の定義が変わった」などと述べたことで、批判を呼んだ。
国会では「狭義の意味においての強制性」はなかったと説明する首相に対し、民主党の小川敏夫が、どういう「強制」があったのかと追及する場面が見られた。
問題は海外にも波及し、韓国の宋旻淳外相が、安倍の「狭義の強制性」発言を「言葉遊び」だと批判した他、欧米のメディアは、首相を「歴史修正主義者」などと批判した。
こうした状況を受け、朝日新聞は「首相には『強制性』について、こだわりがあるようだ」「細かな定義や区別にことさらこだわるのは・・・潔い態度とは言えない」 「強制性を『広義か狭義か』で分けた当初の首相の語り口には、欧米でもメディアを中心に強い批判が起きた」、問われたのは、政治指導者が負の歴史にどう向き合うのかだと苦言を呈した。
一方、産経新聞の石川水穂論説委員は、「広義（狭義）の強制性」は強制連行説が破綻した10年前に朝日新聞などが持ち出したものだと書いた。
安倍首相の一連の発言には、強制連行説に否定的な人々の中からも批判が出た。小林よしのりは、「『狭義の強制はなかった』と発言した時点で、『これは危ない』と思った」といい、秦郁彦は、首相の発言を聞き「誤解か曲解の玉突き現象が起きはしないか」と危倶したという。秦は、安倍の広義・狭義の二分法を、河野洋平や吉見義明のレトリックと見分けがつかないと述べた。
安倍首相の発言が、結果的に米下院の対日非難決議案（121号決議）の採択を後押ししたと指摘されている。

### 加害者を明示しない「強制」
韓国の慰安婦支援グループが1993年にまとめた証言集の中でも国家権力によって連行されたと証言している元慰安婦は必ずしも多くなく、慰安婦自身の証言によっても強制連行説は裏づけられていないという意見もある中で、〝誰が〟「強制」したのか、あるいは「連行」したのかが曖昧にされているという指摘もある。
秦郁彦は、慰安婦問題を裁く為に日韓の運動家が中心となって開催した女性国際戦犯法廷（2000年）の報告書では、元慰安婦の略歴欄から「誰が騙したか、連行したかの主語」が削り落とされていると述べている。

#### 朝日新聞英字版
朝日新聞の英字版では、第三者委員会から「広義の強制性」について批判された後も、慰安婦を、戦前および戦中に日本帝国軍部隊に対する性行為を強制された女性たちの婉曲表現（Euphemism for women who were forced to provide sex to Imperial Japanese troops before and during the war）などと解説していたが、誰が強制したかを明示せず読者を誤解させていると批判された。ケント・ギルバートは、日本軍による強制連行と思わせる印象操作だと批判した。
こうした指摘に対し朝日新聞は、当該表現は「意に反して性行為をさせられた」という意味だとして、この表現の使用を中止する考えのない事を表明した。 朝日新聞は、アジア女性基金のウェブサイトに同様の英文があることや、河野談話の存在を拒否の理由に上げている。同紙は、慰安婦の中には「強制的に連行」された者もいたとも反論した。
この回答に対し、女性の意に反して性行為をさせたのは誰なのかについて再質問されたが、朝日新聞は、以前の回答で意を尽くしているとして答えなかった。

#### アジア女性基金
アジア女性基金では、「いわゆる従軍慰安婦」について「性的な奉仕を強いられた女性たちのこと」と解説している。朝日新聞の英字版同様、誰が強いたかについては明示されていない。英語と韓国語のページも同様。

## 強制連行説を巡る議論

### 国内における議論
- 作家千田夏光は自著『従軍慰安婦』（1973年、双葉社）の中で、朝鮮人慰安婦に関する資料は朝鮮で「焼却されたと伝えられる」と書いている。千田は、残った資料は朝鮮総督府東京事務所にあり、敗戦後には朝鮮銀行（のちの日本債券信用銀行）の大金庫に保管されているとしている[128]。

- 1987年の読売新聞に、従軍慰安婦〔ママ〕について、「『お国のためだ』と何をするのかも分からないままにだまされ、半ば強制的に動員されたおとめらも多かった。」との説明がある[129]。

- アジア女性基金の呼びかけ人でもある和田春樹は、「官憲による直接的強制」を立証する文書資料はまだ発見されていないと述べた[130][131]。

- 金富子,宋連玉,西野瑠美子,林博史が編集した『慰安婦戦時性暴力の実態1&2』（緑風出版）によると、中国やフィリピン、インドネシアなど占領地域では暴力的な方法による強制連行との証言が多い[132] [要ページ番号]。

- 小林よしのりは、吉見義明らが、旧日本軍による強制連行の証拠が無いとわかっても自説の訂正や謝罪はせず、「広義の強制性」を持ち出したことを「論点のすり替え」だと批判した[133]。

- 1997年、第2次橋本内閣の平林博内閣外政審議室長は、国会において「軍や官憲による慰安婦の強制募集を直接示すような記述は見出せませんでした。ただ、総合的に判断した結果、一定の強制性がある」との答弁をおこなった[134]。橋本内閣は、「軍や官憲による慰安婦の強制連行を直接的に示すような記述は見られなかった」とする答弁書を閣議決定した[135][136]。

- 河野洋平は、1997年3月31日の朝日新聞で、「『政府が法律的な手続きを踏み暴力的に女性を駆り出した』と書かれた文書があったかといえば、そういうことを示す文書はなかった」とした上で、「本人の意思に反して集められたことを強制性と定義すれば、強制性のケースが数多くあったことは明らかだった」とし、また軍人・軍属に対する証言では「直接強制連行の話はなかった。」とした上で、「『文書や軍人・軍属の証言はなかった。だから強制連行はなかった。集まった人はみんな公娼だった』というのは、正しい論理の展開ではないと思う」と述べた[137]。

- 吉見義明は1997年、研究者も強制連行のケースとは認定していない文玉珠に対し、強制連行ではないと主張しても研究上は意味をなさないと主張した[138]。

- 秦郁彦は、志願者が多数いたので「強制連行」する必要性はなかったとし、「強制連行」されたという証言は元慰安婦の証言のみで、第三者の目撃証言はないと述べている[139]。

- 慰安婦に関する調査を実施した平林博・内閣外政審議室室長や石原信雄官房副長官は、政府の調査おいて、軍や官憲による慰安婦の強制募集を直接示すような証拠も証言もなかったと国会答弁[140][141]や新聞[142]、雑誌[10]等のインタビューにおいて語っている。

- 林博史は日本軍による慰安婦の「強制狩り出し」はハーグ陸戦条約43条および46条への違反であり、日本が植民地化していた朝鮮半島及び台湾、占領した中国、フィリピン、インドネシアなどでの「未成年者の強制連行」について婦人児童売買を禁止する国際条約違反であり、また朝鮮半島における就業詐欺や騙しによる慰安婦の徴集を戦前日本の刑法226条に違反する誘拐事件であると主張している[143]。

- 林博史は、朝鮮半島の慰安婦業者は就業詐欺行為を行っていたが、警察と軍はそれを黙認し、「軍と共謀して慰安婦集めも組織した」。また警察文書に「内密に」「何処迄も経営者の自発的希望に基く様取運」ように指示している事から[144]、「軍と警察が共謀して慰安婦を集めているが、それがばれると困るので、業者が勝手にやっているような振りをした」のだと解釈している[145]。ゆえに慰安婦制度は、「国家による大規模な犯罪」であり、それは現在の人権の水準に照らしてそうであるだけではなく、「当時の国際法に照らしても国内法に照らしても犯罪だ」と述べている[146]。

- 近衛師団通信隊員総山孝雄によれば、シンガポール陥落の時、ここを支配していたイギリス兵相手だった地元の売春婦たちが自発的に慰安婦に志願したが、次々に何人も相手にするという過酷な状況で、打ち切りを宣言したところ、兵士達が怒って騒然となり、怯えた係りの兵は、女性を寝台に縛り付けてそのまま兵士の相手をすることを強要したことがあったという[147]。林博史は、（強制連行説に懐疑的な）秦郁彦が著書の中でこの話を隠していると批判している[148]。

- フィリピンのアンヘレス市に当時いたダニエル・H・ディソンは、日本兵用の売春宿は存在したが、一般に強制性はなかったと目撃証言している[149]。

### 韓国における議論
- 1990年に、日本政府に対し、慰安婦は徴用の対象だったと抗議した尹貞玉らだったが、3年後の93年に挺対協と韓国挺身隊研究会が刊行した『強制連行された朝鮮人慰安婦たち』（日本語版）では、挺身隊研究会の鄭鎭星が、「強制連行」の定義を「詐欺または、暴行、脅迫、権力乱用、その他一切の強制手段」[注釈 28]による動員とし、同書に採録されている慰安婦の大部分が「強制連行」の範疇に入るとした。鄭のこの定義は、吉見義明の著書を参考にしたものだった[75]:26。

- 1992年7月から12月にかけて元慰安婦40人に聞き取り調査を行なった[150]安秉直ソウル大学名誉教授は2007年3月に「私の知る限り、日本軍は女性を強制動員して慰安婦にしたなどという資料はない。貧しさからの身売りがいくらでもあった時代に、なぜ強制動員の必要があるのか。合理的に考えてもおかしい」と発言している[151](#安秉直による検証調査も参照)。安秉直は、その後意見を修正し、2014年には「「女子愛国奉仕隊」などの名目で徴集されたという事実は、「慰安婦」の徴集が事実上、戦時動員だったことを意味する。」と述べている[152]。

- 日本に帰化した呉善花は「生活者の連帯意識も民族意識や民族愛も強い当時の朝鮮人が、娘たちが強制的に連れて行かれるのを見て黙っているわけがなく、そんな世界で女狩りなんてできるはずがない」 という当時を知る日本人の証言を紹介し、自身が韓国にいた間、「慰安婦」の話を耳にしたことがなかった意味が、ようやくわかったと自著で述べている[153]。

- 2003年、尹明淑は、十分な情報の得られる証言者43人中、大多数は就業詐欺だが、強制連行も数件存在するとしていたが[154]、2015年には「日本政府と軍が奴隷狩りのような慰安婦強制連行に直接介入したかどうかに焦点を合わせるのは、日本右翼のフレームに陥るようなもの」で「軍と統治機関が背後に隠れて業者を通じ統制・監督し、就職詐欺や人身売買という方法で徴募したこと、それ自体が暴力だ。『本人の意志に反して連れて行かれた』ことは強制と言える」と主張した[155]。

- キム・ムンギル（金文吉）韓日文化研究所（도시과학연구소）所長(釜山外国語大学校日本語科名誉教授)は2015年、日本の「女性のためのアジア平和国民基金」発刊した文章（1997年）から、中国に駐留していた日本軍部隊が主導的に従軍慰安婦を募集したことを証明する文書を発見したと公表した[156]。文書には、「右の者は当隊付属慰安所管理者で、今回慰安婦連行のため歸那（記事原文ママ）した（帰ってきた）。慰安婦は当隊慰安のため是非必要なので、慰安所経営者の渡航に際しては便宜を取りはからうように」という内容が書かれているとされ、キムは「『連行』という表現に注目すべきだ。日本側が教科書で主張する『連行ではない』という表現と食い違うもので、日本はすぐに歴史歪曲の試みをやめなければならない」と述べた[156]。

- 朴裕河は、2015年のインタビューで、韓国の研究者も慰安婦の強制連行が事実でない事を理解しているが、公にはそれを言えないと述べている[157]。

- 尹明淑は、ハンギョレ紙（2019年）で、朝鮮での慰安婦の強制動員は、軍人が前面に出て連れて行くのではなく、日本政府が産業体制を利用する形で行ったと述べた。国際法上「強制」とは、「本人の意思に反すること」だとユンは説明している[158]。

- 韓国の国史教科書研究所所長である金柄憲（キム・ビョンホン）は、元慰安婦を支援する韓国政府の女性家族省に強制連行の証拠があるかを問い合わせたところ河野談話しか挙げられなかったと述べている[159]。

- 2024年、韓神大学の教授が、授業の中で慰安婦の強制動員を否定していたことが明らかになり、学生が大学に教授の懲戒処分を要求した[160]。

### 欧米における議論
- 2006年に米上院外交委員会に提出された日本軍慰安婦問題に関し日本政府に謝罪を求める決議案 (H.Res.759) は「日本政府は性奴隷にする目的で慰安婦を組織的に誘拐、隷属させた」とし可決された[161]。

- 2007年に提出されたアメリカ合衆国下院121号決議案も「日本政府は帝国軍への性行為という唯一の目的のために若い女性を職務として連行した」とし、満場一致で採択された。同決議を主導したマイク・ホンダ下院議員（当時）は、性奴隷にする目的で女性を強制・誘拐したのは、日本軍の政策だったと説明している[162]。

- 元外交官の東郷和彦は日本での「強制連行」に関する議論に対して「必ずしも誤りでない」と理解を示しながらも[163]、2007年の安倍発言直後のカリフォルニア大学でのシンポジウムにおいて米国人女性の、米国における慰安婦問題の視点は「強制」であるかどうかなどは誰も関心がなく、「自分の娘が慰安婦にされていたらどう考えるか」という嫌悪感にもとづくものであり、「これは非歴史的（ahistoric）な議論である。現在の価値観で過去を振り返って議論しているのだ」という発言を紹介している[164]。東郷は日本国内の慰安婦についての議論は国内でしか通用せずガラパゴス化しているとした[165]。

- 2018年に慰安婦に関する資料を英訳して出版したアーチー・ミヤモトは、ベトナム戦争中に起きたソンミ村虐殺事件が、アメリカ軍による組織的なベトナム市民の虐殺の証拠でないように、少数の強制売春のケースが、慰安婦が日本軍によって拉致されたことの証拠とはなりえないと述べている[166]:49。ミヤモトは、日本軍に大勢の朝鮮人兵士がおり、朝鮮半島の一般の警察官の殆どが朝鮮人であった中で、日本軍によって朝鮮人女性が連れ去られたという話は疑わしい言う[166]:5-9。

- ジョン・ラムザイヤーは、2019年の論文で、日本軍が強制的に女性を募集あるいは徴用し売春宿で働かせていたという話は事実ではないとした。日本の歴史学者は立場に関係なくこうした話を裏付ける証拠はないと考えており、韓国の学者も表向きそれを表明出来ないものの、同じ考えだとラムザイヤーは述べている[167]。

- ドイツのベルリンに慰安婦像を設置したコリア協議会（Korea Verband）は、慰安婦について、日本政府が1931年から1945年にかけ、少なくとも20万人の少女や若い女性を誘拐したとしている[168]。

### 国内における議論（2000年以降）

#### 日本政府・政治家
- 2007年3月1日、安倍首相は国会で「強制性を裏付ける証拠はなかった」[169]と発言し、国内外から批判を浴びた。安倍はその後「吉田清治という人が慰安婦狩りをしたという証言をしたわけでありますが…後にでっち上げだったことが分かった」「官憲が家に押し入っていって人を人さらいのごとく連れていくという、そういう強制性はなかった」[170]と補足した（#安倍首相の「強制性」否定発言）。なお、3月16日の国会答弁では、「政府が発見した資料の中には、軍や官憲によるいわゆる強制連行を直接示すような記述も見当たらなかった」と答えている[171]。

- 河野洋平は、2007年3月、「従軍慰安婦の徴集命令に関する旧日本軍の資料は処分されていたと推定もできる」と発言している[172]。2012年10月8日付の読売新聞「時代の証言者」においては、「募集方法など『強制徴用』を裏付ける資料は見つからない」とした上で、「紙の証拠がないからといって今も苦しむ女性や戦争中の悲劇までなかったといわんばかりの主張には、悲しみさえ覚えます」と述べている[173]。

- 2012年に野田佳彦首相は、「いわゆる強制連行したという事実を文書では確認できないし、日本側の証言はありませんでした」と答弁した[174]。（#民主党政権）

- 2013年、共産党の赤嶺政賢は、政府が発見した資料には強制連行を示す記述は見当たらないとする安倍内閣に対し、「『政府が発見した資料』とは何か」と質問。安倍内閣が「内閣官房内閣外政審議室が発表した『いわゆる従軍慰安婦問題の調査結果について』（#河野談話）において、その記述概要が記載されている資料を指す」と回答したことから、安倍内閣が日本軍による強制連行を示す資料である「バタビア臨時軍法会議の記録」（#スマラン事件）があることを認めたとして、2007年の「強制連行　資料なし」との答弁書を撤回すべきだと訴えた[175]。

- 2014年、村山富市元首相は、「元慰安婦の証言を全部信じるか信じないは別にして、あったのではないかと想定できる。事実はないとか記録はないというが、そんなことを記録に残すわけがない。わざわざ自民党政権がやってきたことを自民党政権が掘り起こしたあげく、『そんな事実はなかった』と言って問題にしている。やる必要がないじゃないかというのが私の言い分だ」と述べ、河野談話の検証[注釈 29]を行うべきではないと主張した[176]。

- 2014年9月19日、自民党の国際情報検討委員会は「いわゆる慰安婦の『強制連行』は否定され、性的虐待も否定された」とする決議を採択した[177]。

- 2016年、国連の女子差別撤廃委員会の中で、外務省の杉山晋輔外務審議官が、「日本政府が発見した資料では軍や官憲による強制連行を確認できるものはなかった」と答弁した[178][179]。

- 2021年、菅内閣は、慰安婦が軍により強制連行されたという見方が広く流布された原因は、吉田証言が大手新聞社によって事実であるかのように大きく報道されたことにあるとした[180]。

#### 学者
- 秦郁彦は、「学術レベルでは『強制連行はなかった』とする視点が滲透しつつある」ので、運動家たちは、未発見の証拠文書が見つかる可能性に言及したり「強制連行」の定義を拡大するといったやり方で議論の再構築をはかろうとしていると分析した（1999年『慰安婦と戦場の性』p.378）。

- 西岡力は、安秉直の調査により裏付けのある証言者とされた19人のうち、官憲等による強制連行を証言した女性（元慰安婦）は四人だけであり、うち二人は、戦地ではない富山県や釜山に連れて行かれたと話し、残る金学順と文玉珠は途中から証言を変えているので、結論として、強制連行を証言した慰安婦はいないと述べている[181]。

- 2013年、吉見義明は、朝日新聞系のニュースサイトに寄稿した論文の中で、「『軍または官憲による暴行・脅迫を用いた連行』の証拠はないという（河野談話）見直し派の主張は正しいだろうか？」と問いかけ、フィリピンや中国、インドネシア（スマラン事件）の例があり、「見直し派」の「論拠は崩壊している」と主張した[182]。

- ジェンダー論を専門にする牟田和恵は、2022年、「歴史学はじめ学問的知見からは、すべてのケースではないにしろ強制連行はあった」とし、2016年の女子差別撤廃委員会での外務審議官の発言を「歴史修正主義」と批判した[183]。

## 脚註